# Route nationale 326
Die Route nationale 326, kurz N 326 oder RN 326 war von 1933 bis 1973 eine französische Nationalstraße, die von Brienne-sur-Aisne nach Rethel verlief. Ihre Länge betrug 32,5 Kilometer.